# BAW Luba
BAW Luba (陆霸) — полноразмерный внедорожник, выпускавшийся с 2001 по 2017 год китайской компанией Beijing Automobile Works.

## Описание
BAW Luba дебютировал в 2001 году. Он основан на платформе Toyota Land Cruiser Prado (J90), выпускавшегося с 1996 по 2002 год. Первоначально автомобиль оснащался шестицилиндровым двигателем BAIC, по конструкции напоминающим Toyota 5VZ. Однако позже BAW Luba начал оснащаться двигателями семейства Toyota RZ: 2,4-литровым двигателем мощностью 112 кВт (150 л. с.) и крутящим моментом 217 Н·м и 2,7-литровым двигателем мощностью 107 кВт (143 л. с.) и крутящим моментом 235 Н·м. Ценовой диапазон варьировался от 152800 до 172800 юаней.

## За пределами Китая
Версия под названием BAW Luba S100 выпускалась с 2009 года, когда была выпущена пикап-версия BAW Luba под названием BAW Yueling. В России BAW Luba продавался под названием BAW Land King.

## BAW Yueling
BAW Yueling (越铃) являлся пикапом на базе BAW Luba. Его ценовой диапазон варьировался от 51700 до 75800 юаней. Пикап выпускался как в стандартной, так и в удлинённой конфигурации. Стандартная версия оснащена 2,2-литровым двигателем. Длина составляет 5165 мм, ширина — 1840 мм, а высота — 1850 мм. В отличие от BAW Luba, колёсная база удлинена до 3035 мм. Удлинённая версия имеет ту же ширину и высоту, но при этом её длина составляет 5480 мм, а колёсная база — 3350 мм. Снаряжённая масса пикапа BAW Yueling составляет 1700 кг, а у удлинённой версии масса увеличена на 50 кг.

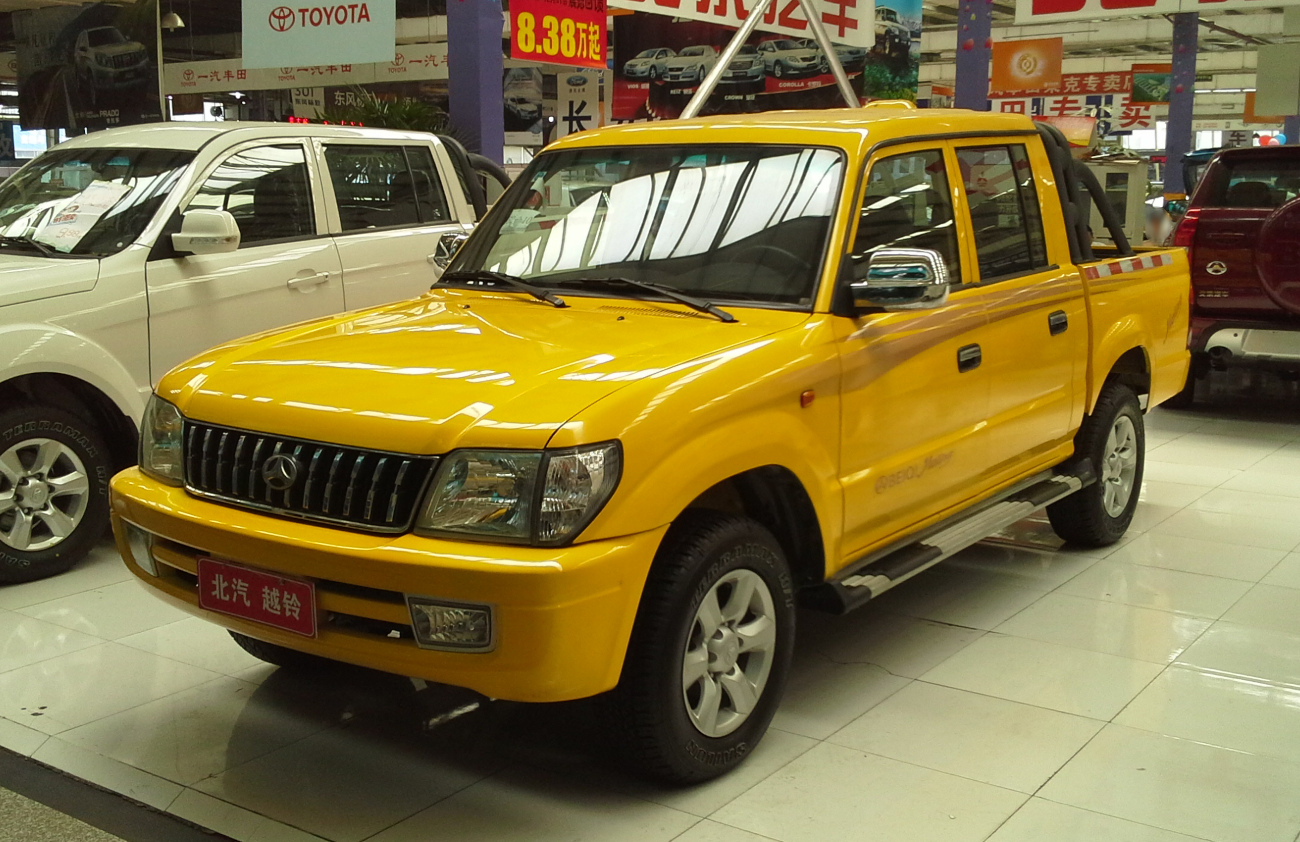
Вид спереди
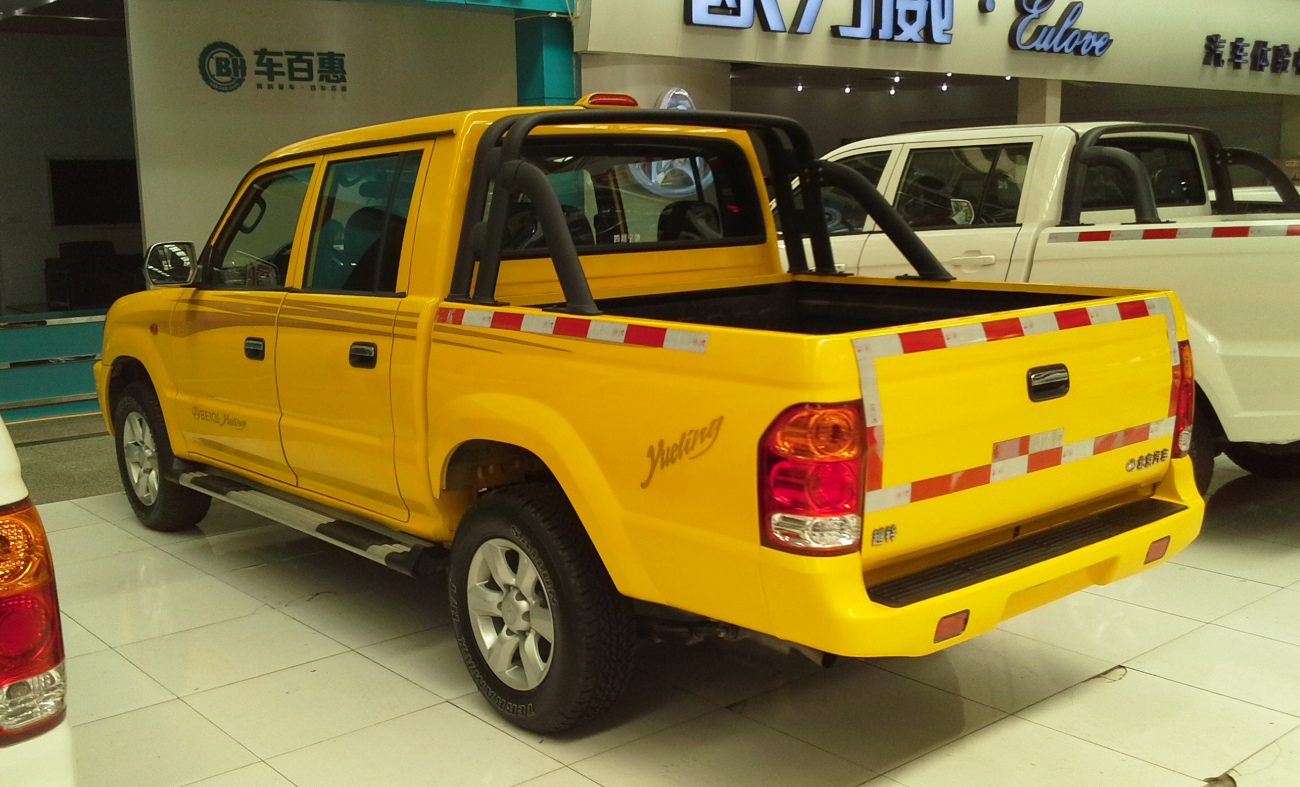
Вид сзади